# John A. Ekström

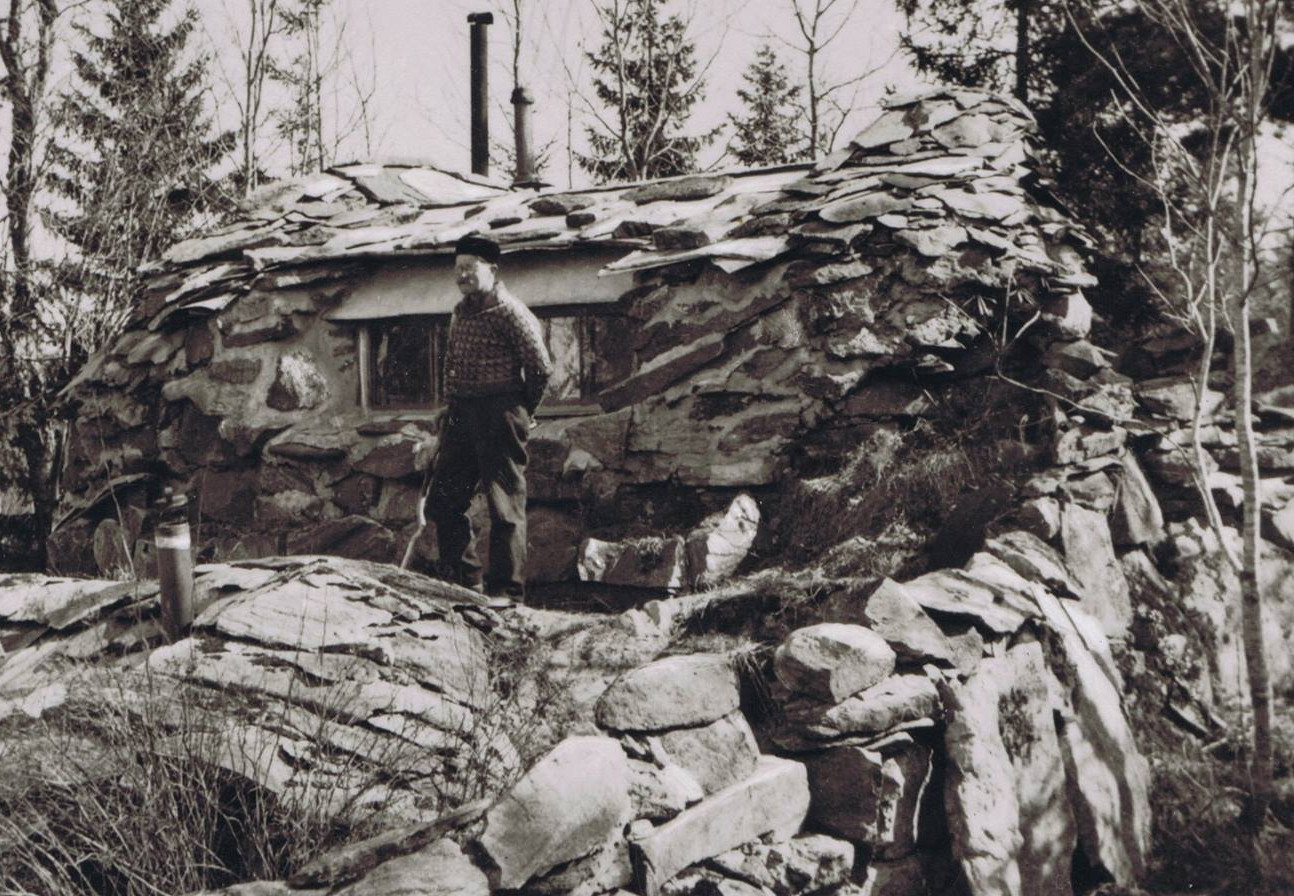
John A. Ekström framför "Borgen Aftonfrid"

John Adolf Ekström, född den 3 november 1877 i Gärdhems socken, död där den 30 juni 1957, var en svensk skräddare och författare. Signaturer: Jon Gärdhem, Hagar och O. Hult.

## Biografi
Ekström, som tidigt blev föräldralös, genomgick fyraårig folkskola och var därutöver självlärd, speciellt inom botaniken. Efter att gått i lära försörjde han sig som skräddare och bodde i stugan Hagen vid sjön Trehörningen med sin familj. Han byggde dessutom en egendomlig byggnad, uppmurad av natursten från trakten, kallad Borgen Aftonfrid. Den är bevarad och underhålls av Gärdhems hembygdsförening. Där hade Ekström sitt bibliotek och sin verkstad. Han medarbetade i flera tidningar med naturlyriska dikter och visor. Flera av dem utkom dessutom i tre diktsamlingar.